# Erotisme

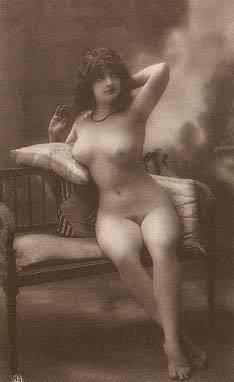
Fotografia eròtica del segle XIX

L'erotisme (del grec ἔρως - "desig") és la recerca, investigació i evocació per diferents mitjans del plaer que enriqueix les possibilitats del desig sexual. S'ocupa de tot el relacionat amb les relacions sexuals i no simplement amb l'acte físic sinó també en les seves altres dimensions relacionades amb l'atracció sexual.
L'erotisme pot entendre's solapat o en combinació amb la libido, un terme més usat per la psicoanàlisi freudiana. L'erotisme tracta de tot allò que afecta la nostra zona libídica i està relacionat amb el sexe i amb l'amor. El terme eròtic es pot aplicar a diferents camps de l'activitat social o cultural. Així, es parla per exemple de pintura eròtica o de moda eròtica. Una paraula usada comunament per referir-s'hi, procedent de l'anglès, és "sexy", que reflecteix l'interès que una persona o un objecte susciten.
En el món dels objectes, l'erotisme té concomitàncies amb el fetitxisme, que és la derivació de la líbido cap a objectes o parts del cos, de manera que una imatge real o mental d'aquest fragment pot suscitar en el fetitxista un desig sexual.
De l'estudi i divulgació de l'erotisme i els costums sexuals se'n diu erotologia o erotografia. Destacats erotòlegs han estat Jules Griffon, qui va publicar el 1969 Pictorial History of Erotography, o Adolf Tüllmann, qui va popularitzar aquests estudis als 1960s i 1970s amb publicacions com Das Liebesleben der Naturvölker; eine Darstellung des sexuellen Verhaltens in urtümlichen Gemeinschaften (La vida amorosa dels pobles primitius: Una representació del comportament sexual en comunitats primitives), Das Liebesleben des Fernen Ostens, 1964 (La vida amorosa a l'Extrem Orient), o Das Liebesleben der Kulturvölker : eine Darstellung des sexuellen Verhaltens in hochentwickelten Gemeinschaften (La vida amorosa dels pobles civilitzats: un relat del comportament sexual en comunitats altament desenvolupades).